# Comté de Henry (Virginie)
Pour les articles homonymes, voir Henry et Comté de Henry.
Le comté de Henry est un comté de Virginie, aux États-Unis. Le siège est la ville indépendante de Martinville. La population du comté s'élève à 54 151 habitants sur une superficie de 995 km2.
Le comté a été créé en 1777 à partir du Comté de Pittsylvania Pittsylvania County. Le nom initial Comté Patrick Henry a été choisi en l'honneur de Patrick Henry, le premier gouverneur de la Virginie après l'indépendance.
En 1785, la partie nord du comté a été regroupée avec une partie du comté de Bedford pour former le comté de Franklin. Puis en 1790, la partie sud a été divisée en deux comtés, la partie occidentale devenant le comté de Patrick et le reste devenant l'actuel le comté de Henry.